# Juan Carlos Tabío
Juan Carlos Tabío (La Habana; 1943-La Habana, 18 de enero de 2021) fue un guionista, escritor y director de cine cubano.

## Biografía
Entró de casualidad en el mundo del cine. Sus padres le habían preparado una carrera en la política. En 1961 empezó a trabajar en el ICAIC como ayudante de producción. Posteriormente, como asistente de dirección.
«La obra de Juan Carlos Tabío y su generación necesita todavía ocupar el lugar que merece dentro del cine cubano y la democracia que durante décadas intentaron construir».
Dirigió 41 documentales y películas de ficción, entre ellas, "Fresa y chocolate" en 1993 que obtuvo una nominación al premio Óscar como Mejor Película de Habla No Inglesa.
Fue docente de guion y dirección en la Escuela Internacional de Cine y Televisión de San Antonio de los Baños y dictó talleres de guion, dirección y dramaturgia en Panamá, México y Costa Rica.

## Filmografía
- 1983, Se permuta
- 1988, Plaff o Demasiado miedo a la vida
- 1993, Fresa y chocolate (codirección Tomás Gutiérrez Alea)
- 1994, El elefante y la bicicleta
- 1995, Guantanamera (codirección Tomás Gutiérrez Alea)
- 2000, Lista de espera
- 2003, Aunque estés lejos
- 2008, El cuerno de la abundancia
- 2012, 7 días en La Habana

## Distinciones
Obtuvo la Medallas del Círculo de Escritores Cinematográficos, en 1995, por el mejor guion original en la película Guantanamera.

## Premios y distinciones
Premios Óscar
| Año  | Categoría                                       | Película          | Resultado |
| ---- | ----------------------------------------------- | ----------------- | --------- |
| 1995 | Mejor película extranjera (de habla no inglesa) | Fresa y chocolate | Nominado  |